# Nicolas Joseph Desenfans
Pour les articles homonymes, voir Desenfans.
Nicolas-Joseph Desenfans, né le 4 août 1765 à Saint-Remy-Chaussée (Nord), mort le 8 janvier 1808 à Mayence (Allemagne), est un général français de la Révolution et de l’Empire.

## État de service
Lieutenant-colonel en second du 1er bataillon de volontaires du Nord, il sert en 1795 à l'armée de la Moselle. Il a travaillé à Mayence, sur le Danube et dans le département de la Sarre. En 1802, il devient commandant de la forteresse  d'Ehrenbreitstein. Quand Napoléon arrive le 6 octobre 1804 à Trèves, Desenfans l'accompagne à la tête de la gendarmerie nationale.
Desenfans servit à Hanovre en 1806 et a pris part au siège de Dantzig (1807). En 1808, il tombe gravement malade et a été porté à Mayence, où il meurt.
- 2 - 9 avril 1796 : Sous les ordres du Général de division Simon Canuel, le Général de brigade Desenfans participe à la pacification d'un mouvement contre-révolutionnaire, en Sancerrois, mené par l'officier d'artillerie royaliste Antoine de Phélippeaux. Lors de la prise de la ville de Sancerre, il commande la colonne du centre, composée un détachement de la Garde nationale de Sancerre, d'un bataillon de la 96e demi-brigade, d'un escadron du 21e de Chasseurs.
- Commandeur de Heidelberg en 1799[4]

## Carrière militaire
- Sous-officier supérieur : 1791

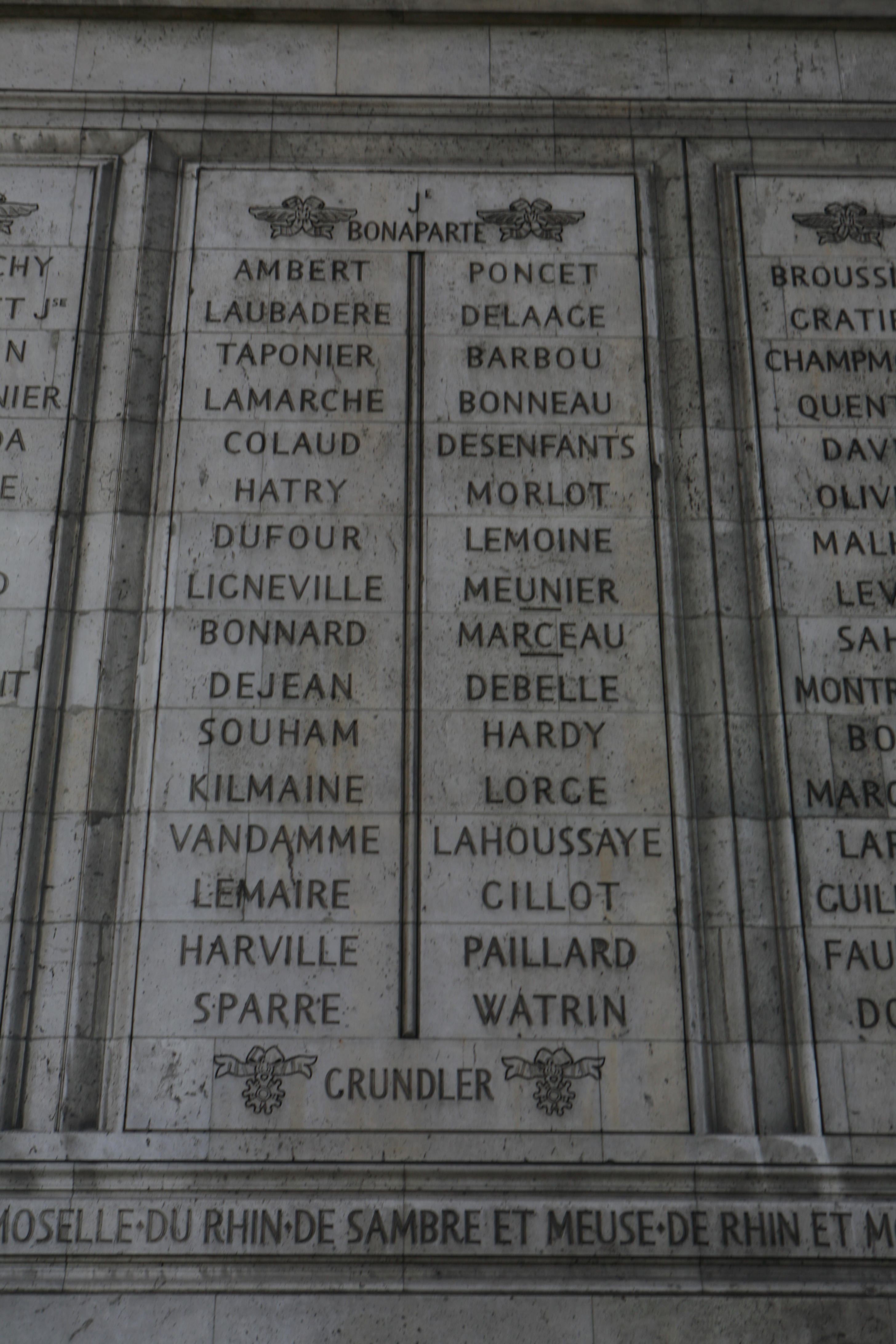
Noms gravés sous l'arc de triomphe de l'Étoile : pilier Nord, 5e et 6e colonnes.

- Chef de Brigade : 24 août 1793 en marchant vers Maubeuge[5]
- Général de Brigade : 13 octobre 1793[6]

## Décorations
- Commandeur  de la  Légion d’honneur : 14 juin 1804